# Słociniec
Słociniec (niem. Slocin-Hauland) – część wsi Słocin w Polsce, położona w województwie wielkopolskim, w powiecie grodziskim, w gminie Grodzisk Wielkopolski. Słociniec założony został w XVIII w. jako Słocińskie Olędry. W 1820 r. Slocin Hauland miał tylko 7 domów, w których zamieszkiwało w sumie 42 mieszkańców. Pod koniec XIX wieku Słocińskie Olędry liczyły 13 domostw z 76 mieszkańcami, wśród których było 54 katolików i 22 protestantów. Obejmował wtedy 116 ha, w tym 91 ha gruntów ornych. Niedaleko wsi przy drodze z Grodziska Wielkopolskiego do Opalenicy znajdował się przystanek kolejowy Słociniec.